# Zama Koira Zéno
Zama Koira Zéno (auch: Zamakaïna Zéno, Zamakoira Zéno, Zama Kouara Zéno, Zamakwara, Zama Kwara, Zarma Kouara Zéno) ist ein Dorf in der Landgemeinde Karma in Niger.

## Geographie
Das von einem traditionellen Ortsvorsteher (chef traditionnel) geleitete Dorf liegt am linken Ufer des Flusses Niger. Es befindet sich rund zwölf Kilometer nordwestlich des Hauptorts Karma der gleichnamigen Landgemeinde, die zum Departement Kollo in der Region Tillabéri gehört. Zu den Siedlungen in der näheren Umgebung von Zama Koira Zéno zählen am selben Flussufer Zama Koira Tégui stromabwärts und Kondo Tondi stromaufwärts sowie am gegenüberliegenden Flussufer Boumboulassa Kado und Koria Gourma.
Zama Koira Zéno ist Teil der Übergangszone zwischen Sahel und Sudan. Die durchschnittliche jährliche Niederschlagshöhe beträgt hier zwischen 400 und 500 mm. In Zama Koira Zéno wurden folgende Vogelarten beobachtet: die Bandastrild (Amadina fasciata), die Steinlerche (Ammomanes deserti), der Iberienraubwürger (Lanius meridionalis), der Rotkopfwürger (Lanius senator), der Steinschmätzer (Oenanthe oenanthe), der Gartenrotschwanz (Phoenicurus phoenicurus), die Schuppenkopfprinie (Spiloptila clamans) und der Fleckstirnweber (Sporopipes frontalis).

## Geschichte
Der französische humanitäre Verein Niger Ma Zaada errichtete 2014 eine Wasserleitung im Ort.

## Bevölkerung
Bei der Volkszählung 2012 hatte Zama Koira Zéno 841 Einwohner, die in 108 Haushalten lebten. Bei der Volkszählung 2001 betrug die Einwohnerzahl 601 in 77 Haushalten und bei der Volkszählung 1988 belief sich die Einwohnerzahl auf 456 in 74 Haushalten.

## Wirtschaft und Infrastruktur
Es gibt eine Schule im Dorf.